# Varmint

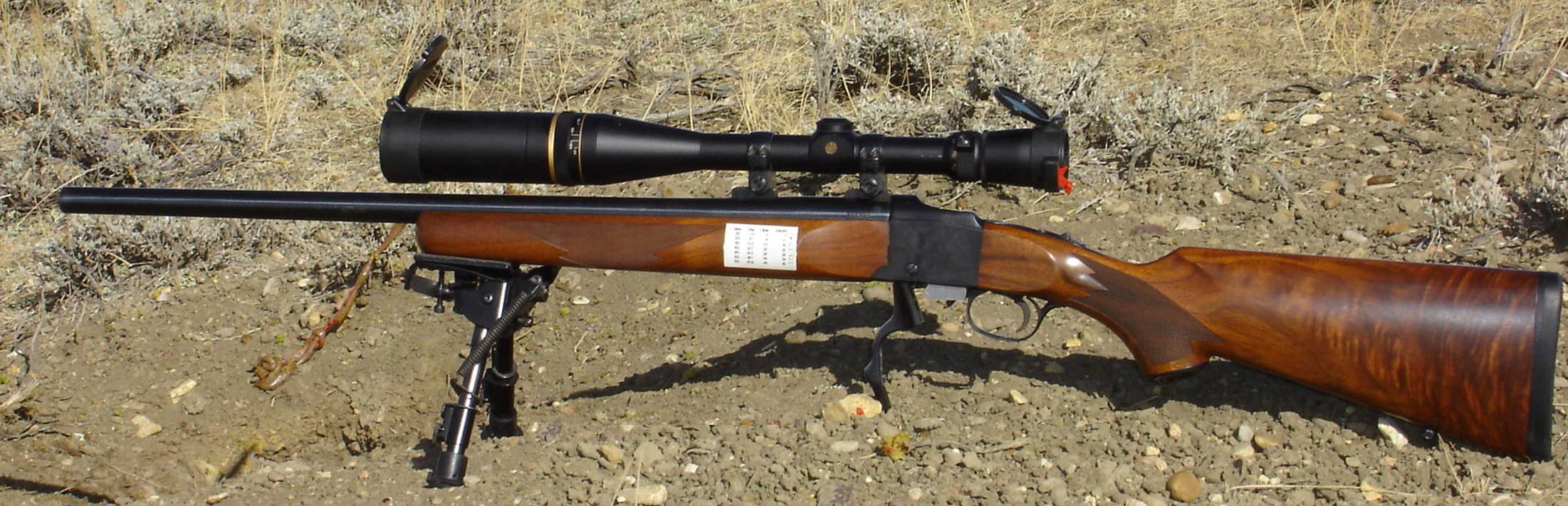
Un fucile varmint Ruger No. 1 con cartucce da .223 Remington

Il varmint è un'arma da fuoco o a gas compresso di piccolo calibro, generalmente un fucile o una carabina, utilizzata per cacciare e spesso uccidere animali detti nocivi o dannosi per le fattorie e altre strutture antropiche. Il termine deriva dall'inglese colloquiale varmint (canaglia, furfante, mascalzone) ed indica tutte quelle specie di animali "dannose" per l'uomo, la cui presenza provoca disagi di vario tipo (saccheggiano i pollai, uccidono i cani da guardia, rosicano i legni delle strutture abitative, ecc): sono definiti varmint i topi, molti insetti e vari animali predatori come i coyote, ecc. 

## Caratteristiche generali
Rispetto ad altre armi da caccia di piccolo calibro, i fucili varmint hanno una canna di grandi dimensioni e peso ed utilizzano ottiche d'ingrandimento. In questo modo si aumenta la precisione dell'arma e la capacità di fuoco prima che la canna si surriscaldi. Poiché il tipo di caccia si presta maggiormente all'utilizzo di una posizione fissa, il maggior peso e la minor maneggevolezza hanno una ridotta importanza. Per questo stesso motivo, i fucili di questo tipo sono spesso dotati di dispositivi d'appoggio come bipiedi.

### Calibri usati
Poiché gli obiettivi sono di dimensioni ridotte molti credono che i fucili Varmint utilizzino calibri piccoli che riducono il rumore che potrebbe spaventare il bersaglio ed hanno traiettoria più rettilinea.
In realtà i calibri sono tutti ultrasonici, quindi il rumore arriva alla preda dopo e non prima della pallottola.
Il rumore è prodotto da vari fattori, tra cui il più importante è la pressione interna alla canna. I calibri elencati sono tutti ad "alta intensità" e quindi molto rumorosi, tranne forse il 222 remington che comunque è sempre ben udibile a grandi distanze.
Questi calibri sono apprezzati per la traiettoria molto tesa e la scarsa propensione a danneggiare eccessivamente prede di piccole dimensioni.
Negli anni passati i calibri più comuni erano il .222 Remington e il .218 Bee, ma adesso hanno un maggiore uso calibri più veloci come il .223 Remington, .22-250, .220 Swift, .243 Winchester, 6mm Remington e .25-06 Remington. Ha inoltre un ampio utilizzo il .22 Hornet a causa della sua silenziosità.
Quello dei fucili Varmint è uno dei pochi campi in cui ancora si trovano cartucce con palla di diametro inferiore ai 5.5 mm come il .17 Remington e il 4mm.
Le velocità delle palle delle cartucce più moderni sono molto elevate:  le velocità medie delle palle sono di 850 m/s, alcuni tipi arrivano a 1430 m/s.

### Tipi di armi
I fucili più usati sono quelli a otturatore girevole-scorrevole. Esistono però anche armi di altro tipo per la caccia ad animali nocivi come la pistola Remington XP-100.
Hanno inoltre un certo uso le armi a gas, le cui cartucce sono efficaci solo su animali di piccola taglia, come i roditori, ma hanno il vantaggio di poter essere usati dove le armi da fuoco sono proibite o la loro potenza eccessiva.